# The Wizard (пісня Black Sabbath)
«The Wizard» — пісня англійського геві-метал-гурту Black Sabbath, що увійшла в дебютний альбом колективу. «The Wizard» було обрано як дебютний сингл групи у Франції. Вона також потрапила на сторону Б синглу 1970 року «Paranoid», який посів 4 місце в UK Singles Chart і 61 в Billboard Hot 100.

## Інформація
«The Wizard» розповідає про чарівника, який використовує свою магію, щоб підбадьорити людей, яких він зустрічає. 
У 2005 році в інтерв'ю Metal Sludge басист і автор слів Black Sabbath Гізер Батлер заявив, що на слова пісні вплинув чарівник Ґандальф з роману Дж. Толкіна «Володар перснів».

## Учасники запису
- Оззі Осборн — вокал, губна гармоніка
- Тоні Айоммі — гітара, слайд-гітара[5]
- Гізер Батлер — бас-гітара
- Білл Ворд — ударні

## Кавер-версії
Для триб'ют-альбому 1994 року Nativity in Black кавер-версію пісні записали Bullring Brummies, короткочасний проект за участю членів-засновників Black Sabbath Гізера Батлера та Білла Ворда.